# École de Lyon (littérature)

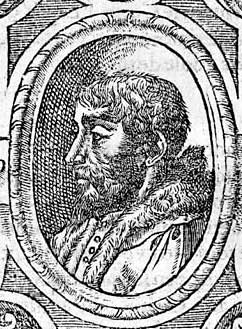
Maurice Scève.

Pour les articles homonymes, voir École de Lyon (peinture).
L'École de Lyon est fondée au XVIe siècle par un groupe de poètes, d'humanistes et de lettrés lyonnais partageant les mêmes inspirations. Les principaux membres étaient Maurice Scève et ses disciples : Louise Labé, Pernette du Guillet, Antoine Héroët, Guillaume Des Autels et Pontus de Tyard. Si ce groupe d'humanistes, nommé également solidarium, pratique surtout la poésie, certains membres n'hésitent pas à travailler d'autres formes littéraires, contes ou récits galants ou populaires. Ce groupe travaille essentiellement la langue française, langue encore en formation et qu'il contribue à former, même si certains auteurs riment en latin ou mélangent un peu de francoprovençal.

## Histoire
Situé à Lyon, l'un des centres intellectuels les plus animés du XVIe siècle, ce courant peut être divisé en deux périodes. Au début du siècle, plusieurs Lyonnais lettrés férus d'Antiquité forment ce que l'on appelle l'Académie de Fourvière dans lesquels on retrouve entre autres Symphorien Champier, François Sala et Barthélémy Aneau. 
Précédés par plusieurs auteurs de la poésie néo-latine tels Nicolas Bourbon, Gilbert Ducher ou Jean Visagier, ils sont inspirés par le Platonisme et par le pétrarquisme. Certains membres de l'École de Lyon sont également inspirés par les idées néoplatoniciennes de Marsile Ficin et l'hermétisme.
Cette école lyonnaise de poésie accepte et accueille les femmes de lettres. Parmi celles-ci, on retrouve Louise Labé, Pernette du Guillet, Clémence de Bourges, Jeanne Gaillard, Marguerite du Bourg, Sibylle Scève et Claudine Scève. 
Les poètes lyonnais ont la particularité de s'utiliser eux-mêmes ainsi que leurs pairs comme sujet de leurs poèmes. À cette époque, il est plus coutume de louer les personnes de pouvoir.

## Membres
Définir précisément quels sont les membres de l'école lyonnaise de poésie est délicat. En effet, plusieurs personnes qui lui sont traditionnellement rattachées semblent de fait appartenir à d'autres cercles. Cette liste présente de manière large les personnalités qui ont été un jour rattachées à ce cercle littéraire.

### Maurice Scève
Maurice Scève, poète français né vers 1501 à Lyon et décédé vers 1564, est l'auteur de Délie et objet de plus haute vertu.
Ses trois sœurs, Sybille, Claudine et Jeanne Scève, comptent également parmi les érudites de l’École lyonnaise.

### Louise Labé
Louise Labé, poétesse française surnommée « La Belle Cordière », née en 1524 à Lyon et décédée le 25 avril 1566 à Parcieux-en-Dombes où elle fut enterrée.

### Pernette du Guillet
Pernette du Guillet, poétesse française née à Lyon vers 1520 et morte le 7 juillet 1545.

### Benoît du Troncy
Benoît du Troncy, connu sous le pseudonyme Bredin, est un notaire lyonnais qui écrit Le cocu, un texte littéraire comique sous le titre du Formulaire fort récréatif de tous contrats [...], publié en 1594. Il joue avec la langue française en y mêlant des expressions en patois local. 

### Sybille Scève
Sybille Scève, femme de lettres, fille de Maurice Scève (père) et de Claude Pacot, est la sœur de Maurice Scève.
Poète, son portrait est conservé au château de Versailles. Il porte la dédicace suivante : « Mademoiselle Sibille de Scève, Lyonnaise excellente en l’art poétique et rareté d’esprit ».
Elle épouse Girolano Tolomei le 16 janvier 1545. 
Sa sœur Claudine et elle étaient « renommées pour leur esprit et leur talent poétique », mais on n'a jamais retrouvé leurs recueils. Quelques vers survivants, écrits par les deux sœurs, témoignent de leur talent. On trouve les noms de Claudine et Sibille à plusieurs reprises dans l'étude qu'Albert Baur a consacré à Maurice Scève et à la renaissance lyonnaise. Elles sont également célébrées dans certains poèmes de Clément Marot. 

### Claudine Scève
Claudine Scève, ou Claude, femme de lettres, est la fille de Maurice Scève (père) et de Claude Pacot. Elle est la sœur de Maurice Scève et Sybille Scève.
Elle épouse Mathieu de Vauzelles (frère de Jean de Vauzelles) et ami de Maurice Scève,,.
Elle est la traductrice du roman de Boccace Urbain le mescongneu filz de l'empereur Federic Barberousse (Lyon, Claude Nourry, 1533),.
Maurice Scève écrit dans Délie object de plus haulte vertu (dizain CCCLXXXV) « Où l'on entent les deux Sœurs resonner ».

## Personnalités proches
De nombreux poètes et écrivains gravitent plus ou moins longtemps autour du groupe proprement lyonnais, sans en faire réellement partie. 

### Antoine Héroët
Antoine Héroët, ou Herouet, est un poète et un ecclésiastique français né vers 1492 et mort vers 1567. Il n'est cependant pas considéré comme membre du groupe selon Enzo Giudici, car il appartient avant tout à l'entourage de Marguerite de Navarre et n'est présent à Lyon que de manière épisodique.

### Pontus de Tyard
Pontus de Tyard, prélat, écrivain et poète français, seigneur de Bissy, puis membre du cercle littéraire de la Pléiade, est né le 20 avril 1521 à Bissy-sur-Fley dans le Chalonnais (Bourgogne) et mort le 23 septembre 1605 au château de Bragny-sur-Saône.